# Rolando Vera
Rolando Patricio Vera Rodas (Cuenca, 27 de abril de 1965) é um ex-fundista profissional equatoriano. Considerado o melhor fundista equatoriano e sul-americano da década de 1980.
Foi quatro vezes campeão da Corrida de São Silvestre (de 1986 a 1989).

## Resultados notáveis
| Ano  | Torneio                                       | Lugar                        | Resultado | Prova        |
| ---- | --------------------------------------------- | ---------------------------- | --------- | ------------ |
| 1987 | Jogos Pan-americanos de 1987                  | Indianápolis, Estados Unidos | 2º        | 10000 metros |
| 1987 | Campeonato Sul-americano de Atletismo de 1987 | São Paulo, Brasil            | 1º        | 5000 metros  |
| 1987 | Campeonato Sul-americano de Atletismo de 1987 | São Paulo, Brasil            | 2º        | 10000 metros |
| 1987 | Campeonatos Mundiais de 1987                  | Roma, Itália                 | 10º       | 10000 metros |
| 1988 | Jogos Olímpicos de 1988                       | Seul, Coreia do Sul          | 15º       | 10000 metros |
| 1989 | Campeonato Sul-americano de Atletismo de 1989 | Medellín, Colômbia           | 1º        | 10000 metros |
| 1992 | Jogos Olímpicos de 1992                       | Barcelona, Espanha           | 43º       | Maratona     |
| 1992 | Campeonatos Ibero-Americanos de 1992          | Sevilha, Espanha             | 3º        | 10000 metros |
| 1993 | Campeonato Mundial de Atletismo de 1993       | Estugarda, Alemanha          | DNF       | 10000 metros |
| 1995 | Maratona de Los Angeles                       | Los Angeles, Estados Unidos  | 1º        | Maratona     |
| 1996 | Jogos Olímpicos de 1996                       | Atlanta, Estados Unidos      | 22º       | Maratona     |
| 1997 | Maratona de Beppu - Oita                      | Beppu-Oita, Japão            | 1º        | Maratona     |